# Jacques-François Carrault
Jacques-François Carrault (o anche Carraut) (Hestrus, 1701 – Arras, 16 marzo 1778) è stato un imprenditore francese.
Fu il nonno materno e tutore di Maximilien e Augustin de Robespierre fino alla morte.

## Biografia
Jacques-François Carrault nacque nel piccolo villaggio di Hestrus, nel Passo di Calais, nel 1701. Proveniente da una famiglia solidamente artesiana, era il primo figlio di Jean-François Carrault, un tessitore a Étrun, e di sua moglie Marie-Jeanne Edouart (1673-1717). I suoi genitori rimasero legati alla terra, anche se si stabilirono più saldamente nella capitale. Aveva un fratello, il bottaio Jean-Baptiste Carrault, di quattordici anni più giovane.
Uomo collerico e un po' scortese, ma gentile e onesto, era un ricco borghese fortemente devoto alla chiesa cattolica, come tutta la provincia del regno. Il 3 giugno 1732, si sposò a Lattre-Saint-Quentin con Marie-Marguerite Cornu, figlia di un aiuto contadino locale, di otto anni più vecchia e senza professione, ed ebbe tre figli: Jean-Baptiste, Jacqueline-Marguerite e Augustin-Isidore.
Divenne un modesto e rispettabile birraio di successo in un sobborgo nel sud della vecchia città di Arras, nella regione dell'Artois, ed era probabilmente un alcolista. Il suo piccolo birrificio, che non aveva nulla di decorativo, era in una grande casa nella periferia in rue Ronville 12, ai margini della ricca parrocchia di Saint-Jean, dove in seguito divenne locandiere e fu installato un ben noto albergo con l'insegna "Le Berceau d'Or" ("La culla d'oro"). Come molti dei negozianti e degli artigiani, dipendeva dall'abbazia reale di Saint-Vaast. Ben presto, nel 1757, l'avvocato François de Robespierre frequentò il birrificio Carrault, dove conobbe la sua primogenita. Il 2 gennaio 1758, a differenza del padre di François, era presente al matrimonio. Non ritenne, però, necessario assistere al battesimo del nipote Maximilien il 6 maggio.
Nel luglio 1764, dopo la morte della figlia per una malattia che era considerata ereditaria nella famiglia Carrault, sviluppò un'antipatia per il genero, che considerava il colpevole: all'epoca si credeva che la causa della tubercolosi fosse la vita sessuale eccessivamente attiva e François non trascurava i doveri coniugali, una delle ragioni per cui Maximilien non si sposò mai. Dopo l'abbandono del padre, che lasciò la casa familiare scoraggiato dal dramma, dovette allevare con tanta cura i suoi due giovani nipoti, Maximilien e Augustin, e nel 1765 li mandò nel collegio religioso di Arras. Quindi, sebbene nati in una lunga fila di avvocati e funzionari, i due fratelli dovettero essere cresciuti in un ambiente di lavoro manuale, nella fabbrica di birra con il rumore dei carri, degli operai e dei clienti che gridavano nel dialetto piccardo locale, e vi trascorrevano parte delle loro giornate prima di andare a scuola. Orfano di fatto, Maximilien soffriva di dover dipendere dalla carità delle istituzioni religiose, dalla benevolenza degli altri, fosse anche quella dei nonni materni. L'unico divertimento infantile era l'addomesticamento di piccioni e passeri che accorrevano al grano del birrificio.
Aveva pesanti responsabilità familiari e la vita materiale era difficile. Nonostante la sua buona volontà, non aveva né l'intenzione né i mezzi per fare di suo nipote un gentiluomo. Credeva che la professione di avvocato non portasse prosperità ai suoi parenti e decise che, dopo la laurea, non appena fosse stato abbastanza forte per iniziare il suo apprendistato, avrebbe impiegato Maximilien nella sua stessa industria, diventando un tourier (un dipendente che controllava la germinazione dei semi d'orzo nella produzione di malto) o un contabile. Ma i professori del collegio non accettarono i suoi piani e, nel settembre 1769, per intercessione sua e della moglie, poté entrare nel prestigioso collegio Louis-le-Grand di Parigi. Durante le vacanze, ritornava regolarmente nel suo birrificio per due mesi ogni estate. Ferdinand Dubois de Fosseux, consigliere municipale e membro di spicco dell'accademia di Arras, era uno sponsor del nipote e i Carrault potrebbero aver avuto legami con lui attraverso le sue tenute a Fosseux.
La moglie morì ad Arras il 10 giugno 1775, il giorno prima dell'incoronazione di Luigi XVI. Sentendo la sua fine avvicinarsi, con testamento del 29 novembre 1776, lasciò ai suoi nipoti un'eredità di 4.000 livres. Morì ad Arras il 16 marzo 1778, all'età di 77 anni, e fu sepolto nella sua parrocchia. Il birrificio, che rappresentava quasi tutti i suoi beni, fu venduto al figlio Augustin, un burbero commerciante d'olio ad Arras, per un prezzo di 8.262 livres.
Dopo la sua morte, essendo il maggiore della famiglia, Maximilien dovette sostenere suo fratello e le sue sorelle, Charlotte ed Henriette, che erano state accolte dalle due zie paterne e si incontravano con i fratelli a casa sua ogni domenica.

## Cultura postuma
Il 26 giugno 1994, bicentenario della vittoria repubblicana a Fleurus, per segnare ai passanti l'importante sito storico dell'ex birrificio Carrault nella moderna rue Ronville, via pedonale dello shopping, a fianco di un negozio di occhiali da sole e da vista, in omaggio della tragica morte dei fratelli Robespierre, i loro eroi, una targa fu eretta dalla Société des Études Robespierristes sulla facciata della casa.